# Paavo Hölsä
Paavo Hölsä (* 4. prosince 1994 Lappeenranta) je finský lední hokejista hrající na postu brankáře.

## Život
S hokejem začínal ve svém rodném městě v tamním klubu SaiPa. Za něj nastupoval v mládežnických letech až do sezóny 2009/2010, po které se přesunul do týmu Jokipojat Joensuu. V jeho barvách nastupoval postupně ve výběrech do osmnácti a poté i do dvaceti let. Počínaje ročníkem 2013/2014 se vrátil zpět do celku SaiPa, za který po dvě sezóny hrál ve výběrech do dvaceti let. Od ročníku 2015/2016 patřil mezi členy kádru mužstva RoKi Rovaniemi. Po třech zde strávených sezónách se na jeden rok přesunul do týmu KeuPa HT, aby se poté opět vrátil do klubu RoKi a strávil v něm celou sezónu 2019/2020.
Po ní vyrazil na své první zahraniční angažmá, a sice do Slovinska, kde po dvě sezóny (2020/2021 a 2021/2022) nastupoval za celek HK Olimpija Lublaň. Poté se stěhoval na Britské ostrovy, kde se stal hráčem týmu Coventry Blaze. Ročník 2023/2024 začal zpět ve své vlasti v klubu Kiekko-Vantaa, avšak v jeho průběhu se stěhoval do České republiky, kde se od 1. ledna 2024 do konce sezóny stal hráčem pražské Slavie.